# Emil Selmar
Peder Emil Selmar, født Sørensen (3. juni 1854 i København – 14. januar 1934 i Gentofte) var en dansk typograf, der i 1891 skrev bogen Vejledning i praktisk Typografi for yngre Sættere, som danner grundlag for nutidens (danske) typografiske regler. Vejledning i praktisk Typografi for yngre Sættere kaldes også bare "Selmaren" eller "Selmars Typografi".
1924 blev han Ridder af Dannebrog. Han er begravet på Gentofte Kirkegård.